# Manoir de Beg Lann
Le manoir de Beg Lan est situé à Sarzeau en France.

## Localisation
Le manoir est situé sur le territoire de la commune de Sarzeau,  4 rue de Beg Lan, dans le département du Morbihan en région Bretagne.

## Description
Le manoir date  du XVIe siècle. Édifice de plan allongé, à deux pièces par étage, cheminée sur gouttereau, à un étage carré construit en granite. Toiture à longs pans couverte en ardoises, pignon découvert, appentis. Escalier dans-œuvre : escalier tournant à retours avec jour en charpente.

## Historique
Le manoir date du XVIe siècle. Escalier refait, création de fenêtres dans le pignon sud au XVIIIe siècle. Utilisé comme presbytère jusqu'à la Révolution. Corps en appentis plaqué contre l'élévation ouest au XIXe siècle. Ouvertures ouest modifiées vers 1940.
Il est inscrit à l'inventaire général du patrimoine culturel en 1992.